# Wallhausen (Rhénanie-Palatinat)
Pour les articles homonymes, voir Wallhausen.
Wallhausen est une municipalité allemande située dans le land de Rhénanie-Palatinat et l'arrondissement de Bad Kreuznach.

## Personnalités liées à la commune
- Johann Jacobi von Wallhausen (vers 1580-1627), écrivain militaire
- August Schynse M.Afr (1857-1891), missionnaire et explorateur en Afrique